# Vienna Open 1996
Il Vienna Open 1996, noto anche come Bank Austria Tennis Trophy per motivi di sponsorizzazione, è stato un torneo di tennis giocato sul cemento indoor. È stata la 22ª edizione del Vienna Open e faceva parte della categoria Championship Series nell'ambito dell'ATP Tour 1996. Il torneo si è giocato alla Wiener Stadthalle di Vienna, in Austria, dal 7 al 14 ottobre 1996.

## Campioni

### Singolare maschile
Boris Becker ha battuto in finale  Jan Siemerink con il punteggio di 6–4, 6–7 (7–9), 6–2, 6–3

### Doppio maschile
Evgenij Kafel'nikov /  Daniel Vacek hanno battuto in finale  Menno Oosting /  Pavel Vízner con il punteggio di 7–6, 6–4